# 王象恒
王象恒（？年—1622年），字子貞，號立宇，山東济南府新城縣（今桓台縣新城鎮）人。明朝政治人物。

## 生平
正月三十日生，治诗经。萬曆十六年（1588年）戊子科山東鄉試第十七名舉人，萬曆二十三年（1595年）登乙未科進士，户部觀政，本年六月授河南祥符縣知縣，萬曆二十五年（1600年）调曲周县，岁余丁父忧去，服阕，三十一年起补盧龍縣知縣，三十三年行取兵部主事，三十五年考选，擢江西道监察御史，三十六年巡视太仓银库，十月巡按江西，以伯兄王象乾督师蓟辽，引例归。家食八年，萬曆四十四年（1616年）起河南道御史，巡视京通仓。四十六年巡按北直順天，旋掌河南道事，巡视大工，监順天府鄉試。泰昌元年升太仆寺少卿，天启元年（1621年）官至右僉都御史，巡撫應天。二年（1622年）卒于官，三年五月赠兵部右侍郎。王象斗忠貞憂國，直言敢諫，前後數十次上疏，彈劾高官，不畏權貴。其事載入《明史》。天啟年間，魏大中欲驳王象恒恤典，引起山东籍言官公憤。

## 家族
曾祖王麟，教授、累贈通議大夫户部右侍郎。祖王重光，參議、功赠太僕寺少卿、累贈通議大夫户部右侍郎。父王之猷，河南布政使司左參政。母李氏，封孺人。具庆下。弟王象復，廩生；王象鼎、王象豐、王象異，俱庠生。
從兄王象乾，巡抚右佥都御史；王象坤，山西左布政使；王象蒙，庚辰進士、江西道監察御史、光祿寺少卿；王象泰，癸酉亞元；王象震，廪生；王象贲，太僕寺丞；王象晋，甲午舉人；王象艮，廪生；王象斗，同科進士；王象節，進士、翰林院检讨。從弟王象孚、王象益、王象履。
娶高氏，继娶康氏。子王與藎。